# 冷蔵庫探偵
『冷蔵庫探偵』（れいぞうこたんてい）は、原作 : 遠藤彩見、漫画 : 佐藤いづみによる漫画作品。『月刊コミックゼノン』（徳間書店、コアミックス、ノース・スターズ・ピクチャーズ）で2010年12月号（創刊号）から2012年2月号にかけて連載された。

## 概要
冷蔵庫を覗く事でその持ち主の性格や想いがわかる女性、レイコがダメ刑事のリョウと共に様々な事件や出来事を解明する。話数カウントは「Recipe.○」。
登場人物の名がすべてカタカナと言うのが特徴。
当初はテレビドラマ用に遠藤が作った企画だった。

## 登場人物
レイコ
フルネーム : 蔵前 怜子（くらまえ れいこ）。31歳。
ケータリングサービスを営む。他人の家の冷蔵庫を覗き見るのが趣味で、それにより持ち主の性格などがわかる。この趣味を持ったきっかけは、以前付き合っていた男が他に女を作って別れた事による。
決めゼリフは「分かるのよ 冷蔵庫を見ればね」。
リョウ
フルネーム : 真名部 涼（まなべ りょう）。28歳。
刑事だが、刑事課長から物の見方が浅いと酷評されている。たまたま知人のパーティーで出会ったレイコの観察力に感銘を受け、それを見習うべくレイコの仕事を手伝う。食べ物に興味が無く、レイコに呆れられている。

## 単行本
- 原作：遠藤彩見、作画：佐藤いづみ 『冷蔵庫探偵』 徳間書店 〈ゼノンコミックス〉、全3巻
  1. 第1巻 2011年6月10日初版発行（2011年5月20日発売） ISBN 978-4-19-980017-7
  2. 第2巻 （2011年11月19日発売） ISBN 978-4-19-980047-4
  3. 第3巻 （2012年2月20日発売） ISBN 978-4-19-980064-1